# Taiwan-Erneuerungspartei
Die Taiwan-Erneuerungspartei (chinesisch 台灣維新, Pinyin Táiwān wéixīn dǎng, englisch Taiwan Renewal Party) ist eine Kleinpartei in der Republik China auf Taiwan.

## Geschichte
Die Partei wurde am 24. August 2019 etwa 5 Monate vor der anstehenden Präsidentenwahl und Wahl des Legislativ-Yuans auf einem Treffen in Taipeh gegründet. Zum ersten Parteivorsitzenden wurde Su Huan-chih (蘇煥智), ein früherer Landrat des Landkreises Tainan gewählt. Su gehörte ursprünglich der Demokratischen Fortschrittspartei (DPP) an, hatte die Partei aber im Vorfeld der Bürgermeisterwahl in Tainan 2018, bei der er als unabhängiger Kandidat antrat, verlassen. Die Partei gehört dem pan-grünen Lager an, das von der DPP angeführt wird, jedoch äußerte sie sich auch kritisch gegenüber dem politischen Kurs der DPP. In einem Interview erklärte der Vorsitzende Su, dass die DPP in ihrem Wahlkampf zu sehr auf die Angst vor einer Übernahme Taiwans durch die Volksrepublik China setze. In Wirklichkeit sei es aber so, dass Taiwan relativ sicher sei. Viel wichtiger seien institutionelle Reformen in Taiwan. Dem Namensstreit „Taiwan“ versus „Republik China“ maß Su keine so große Bedeutung bei. Die beiden Begriffe sollten sich „miteinander versöhnen“. In ihren ersten Wahlaussagen forderte die neue Partei eine Reform und Dezentralisierung des Steuersystems. Dadurch könnten lokale Anreize zur Ansiedlung von Unternehmen geschaffen werden. Idealerweise sollte nur die Hälfte der Steuereinnahmen an die Zentralregierung gehen und die andere Hälfte bei regionalen Körperschaften verbleiben. Außerdem müsse der Wohlfahrtsstaat ausgebaut werden. Familien mit Kindern, Rentner und Personen, die eine Eigentumswohnung bauten, verdienten mehr Unterstützung.
Die Partei kündigte an, bei der Wahl des Legislativ-Yuans mindestens 10 Kandidaten zu nominieren. Zur Frage, ob die Partei bei der Präsidentenwahl die DPP-Kandidatin Tsai Ing-wen unterstützen wolle, äußerte sie sich nur ausweichend. Bei der Parteigründung gab es Spekulationen, ob die Partei eventuell mit der nur 2 ½ Wochen zuvor gegründeten Taiwanischen Volkspartei (TPP) von Ko Wen-je zusammenarbeiten werde. Der Parteivorsitzende Su äußerte sich jedoch vorsichtig, da man bisher nicht erkennen könne, für welche Werte die TPP stehe.